# Supernova (film 2005)
Supernova è un film televisivo statunitense del 2005, prodotto dalla Hallmark Channel. Il film rientra nel filone dei film catastrofici e ha come attori protagonisti Luke Perry e Peter Fonda.

## Trama
Il dottor Christopher Richardson, astrofisico di fama mondiale, scopre che la Terra sta per essere rasa al suolo dalla nascita di una supernova. Lo scienziato viene condotto dalla struttura Phoenix, un rifugio anti-catastrofe; intanto, un serial-killer Grant, mosso dalla sete di vendetta, evade dalla prigione e va in cerca di Brooke, moglie di Richardson e testimone-chiave del processo per ucciderla.